# Schloss Pont
Das Schloss Pont ist ein Burg-Komplex auf der Île d’Ogoz im Greyerzersee in Pont-en-Ogoz im Schweizer Kanton Freiburg.

## Lage
Die beiden Burgen sowie die Kapelle der anschliessenden Siedlung entstanden auf einer Halbinsel im Fluss Saane, welcher durch einen Staudamm im Jahr 1948 zu einem See aufgestaut wurde. Seitdem kann die Insel zu Fuss nur noch bei niedrigem Wasserstand erreicht werden.

## Geschichte
Die Burg des Adelsgeschlechts Pont kontrollierte den Übergang über die Saane, wobei zunächst vermutlich ein Wachturm an der Furt entstand, die schon vorgeschichtlich genutzt wurde. Im Hochmittelalter wurden in der nahen Umgebung Brücken erbaut und die sich entwickelnde Grundherrschaft wurde mutmasslich nach einer diesen Brücken (französisch pont) benannt. Wahrscheinlichster Namensgeber war die „Pont de Thusy“ vom benachbarten Pont-la-Ville FR, die 1228 ersterwähnt und 1544 aus Stein erneuert wurde, heute aber am Seeboden steht. Erstmals erwähnt wird die Herrschaft Pont im Jahr 1160, das erste Familienmitglied sogar schon 1105. Die Familie hatte ihre Grablege in der Sebastianskapelle der Zisterzienserabtei Hauterive. Es wird teils vermutet, dass sich ihre erste Burg nahe der Brücke befand und dass die Spornburg auf der Halbinsel bereits ihre zweite Burggründung war.
Die Gemeinschaftsbesitz-Politik der Familie verschaffte oft anderen Herrschaften Einfluss, etwa Maggenberg, der Stadt Freiburg oder dem Adelsgeschlecht d’Oron. Dadurch gab es Coseigneurs (Mitherren). Ab Mitte des 13. Jahrhunderts kam zudem das Haus Savoyen hinzu und 1250 huldigen gleich drei Coseigneurs Peter II. von Savoyen. Die von Pont waren nun nur noch Lehnsträger. Bereits im 14. Jahrhundert kam es zur Teilung der Herrschaft, so dass seitdem auf der Halbinsel zwei Burgen von verschiedenen Linien bestanden, die architektonisch aber in das frühe 13. Jahrhundert gehören und sich aus dem Gemeinschaftsbesitz der Familie erklären dürften. Letzte nachweisbare Mitglieder der Familie wurden im Jahr 1463 erwähnt.
Bedingt durch die Pest kam es im Jahr 1385 zu einer empfindlichen Dezimierung der Bevölkerung der Ortschaft, die auf dem Weg zur Stadtwerdung war. Die Burg wurde bereits zuvor, im Jahr 1359, in das savoyische Kastlaneiwesen eingegliedert. Im Jahr 1482, nachdem die Adelsfamilie Pont ausgestorben war, verkaufte Anton von Menthon die Burg an den Stadtstaat Freiburg, der hier seinen ersten Vogteisitz gründete, der sich von 1617 bis 1798 Pont-Farvagny nannte. Der Sitz des Vogtes war aber recht schnell allein Farvagny, denn im Jahr 1505 wurden Teile der Anlage durch Freiburg abgetragen, um damit die eigenen Festungsanlagen zu verstärken. Schon im Jahr 1592 wird die Burganlage als Ruine bezeichnet.
Die Kapelle St‑Théodule im Süden der Insel wird erstmals im Jahr 1226 erwähnt und befindet sich direkt südlich vor der Burg in dem Ort Pont-en-Ogoz. Vermutlich wurde sie auch von der Burgbesatzung genutzt, da im Burg-Areal kein Sakralbau bekannt ist. Heute ist sie  letztes verbliebenes Bauwerk des einstigen Ortes. Der schlichte Bau besitzt einen Dachturmaufsatz für die Glocke, die mit der Jahreszahl-Inschrift 1602 datiert ist. Ein erster Umbau erfolgte im Jahr 1483 auf Betreiben der ortsansässigen Familie de Menthon, die durch den Burgverkauf zu Geld gekommen war, der zweite fand von 1599 bis 1660 auf Betreiben der Familie de Gottrau statt. Der Grossteil der Innenausstattung stammt aus dem 17. und 18. Jahrhundert und belegt so ein Weiterbestehen der Gemeinde, wenngleich auch der Ort im Niedergang war. Die Kapelle wurde von 1999 bis zum Jahr 2003 saniert.
Unklar ist bis heute der Name der Insel geblieben, der historisch „Île d’O“ lautete. Bereits im Jahr 979 lässt sich der pagus Ausicensi nachweisen, der im Jahr 1040 Osgo genannt wird, später seinen Nachfolger in der Grafschaft Greyerz fand und bis heute namensstiftend ist. So hiess der Ort, der sich neben den Burgen entwickelte, Pont-en-Ogoz, bezog sich also auf die Lage in der Landschaft. Er wurde dann mit der Burg ab dem 15. Jh. wüst. Dennoch blieb der Gemeindename bis 1970 bestehen, nur um im Jahr 2003 erneut als Gemeindename gewählt zu werden. Diese Gemeinde besteht nun aus Le Bry, Avry-devant-Pont und Gumefens.
Sicherungsarbeiten an den Turmruinen fanden zwischen 1994 und 2009 statt und wurden von archäologischen Untersuchungen begleitet. Bei den Arbeiten in den Jahren 2008 und 2009 wurde in den Nordturm eine Schnecke eingebaut sowie Zugänge geschaffen, um die Ruinen besser zu schützen, indem man die Besucher auf bestimmte Wege lenkt.

## Beschreibung
Auf der Insel befanden sich zwei Wohntürme, die je ein angrenzendes Hauptgebäude besassen. Dieses befand sich bei der nördlichen Burg westlich und bei der südlichen Burg südlich des Hauptturms. Der Nordturm, der im Kern noch aus dem 12. Jahrhundert stammt, brannte vermutlich im 15. Jahrhundert nieder. Ohne sein fehlendes Obergeschoss ist er nur noch 12,5 Meter hoch. Sein Eingang befindet sich in acht Metern Höhe und war über eine Holztreppe erreichbar. Für sein Inneres sind u. a. ein Kamin und eine Fensternische mit Sitzbänken nachgewiesen. Die Grundfläche beträgt 7,5 × 7,5 Meter.
Der etwas grössere Südturm fungierte zugleich als Fluchtburg für die Bourg-Siedlung und bildete den Eingang vom Ort aus. Er ist etwa gleich hoch und hat eine Grundfläche von 8 × 10 Metern. Seine Wohnfunktion lässt sich nicht mehr eindeutig nachweisen, der Eingang befindet sich in elf Metern Höhe, besass also ebenfalls eine Zugangstreppe. Die Gebäudefundamente, die sich zudem neben den Türmen finden, sind nicht hinreichend geklärt und waren eventuell Wohngebäude der Coseigneurs, ein Aula-Bau oder auch ein Gerichtsgebäude. Ein Fundament im Osten wird dabei teils als dritter Wohnturm gewertet, was aber eine archäologisch nicht nachweisbare Behauptung ist. Bei den Untersuchungen im Jahr 2008 fielen zudem Anlagen auf, die sich am ehesten als Schutz zwischen beiden Burgen deuten lassen. Dies liegt vermutlich daran, dass die Lehnsherren der Coseigneurs teilweise untereinander verfeindet waren. So waren die Maggenburger Habsburgs, die v. Pont aber Savoyens Lehnsmänner.

Impressionen
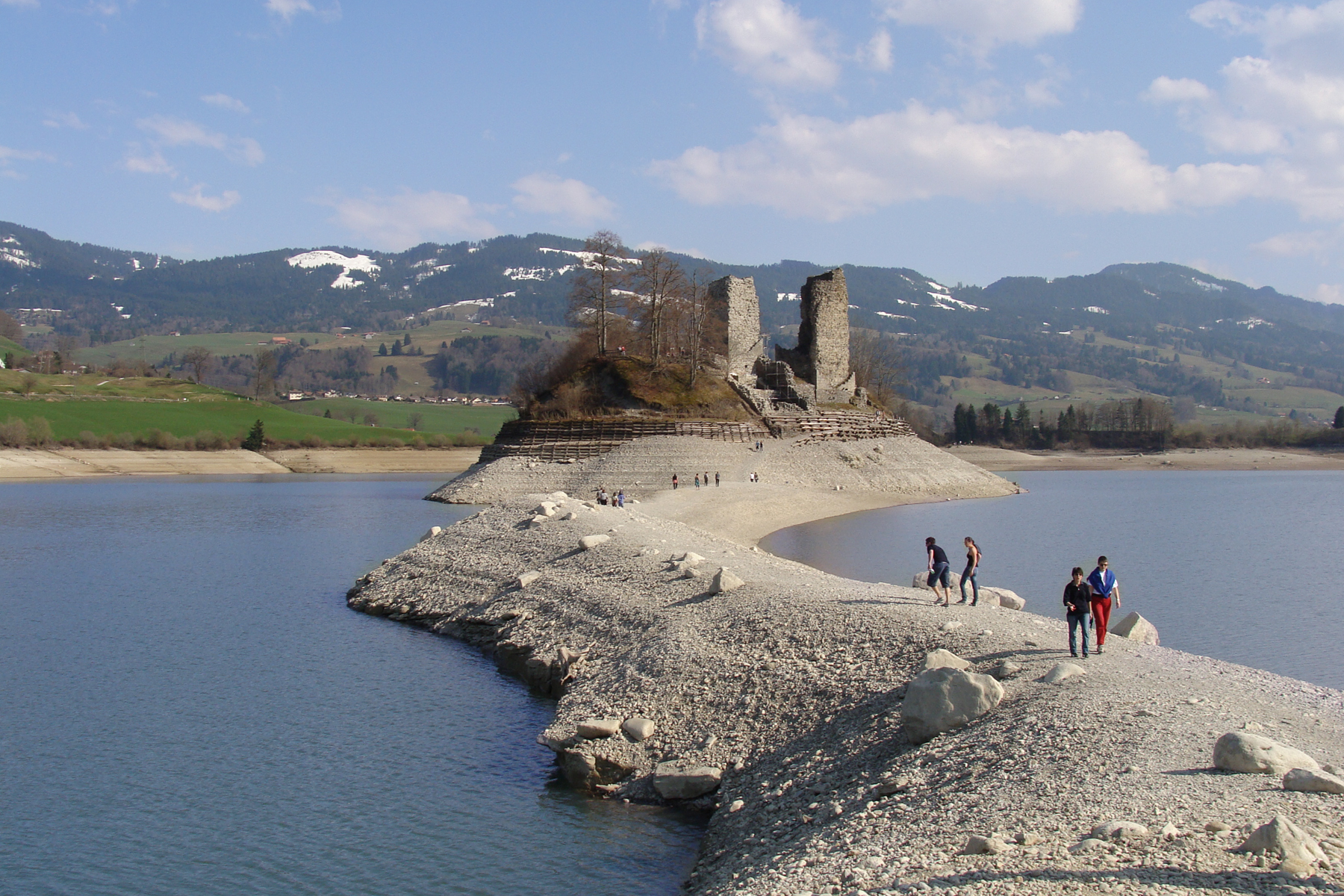
Zugang bei Niedrigwasser
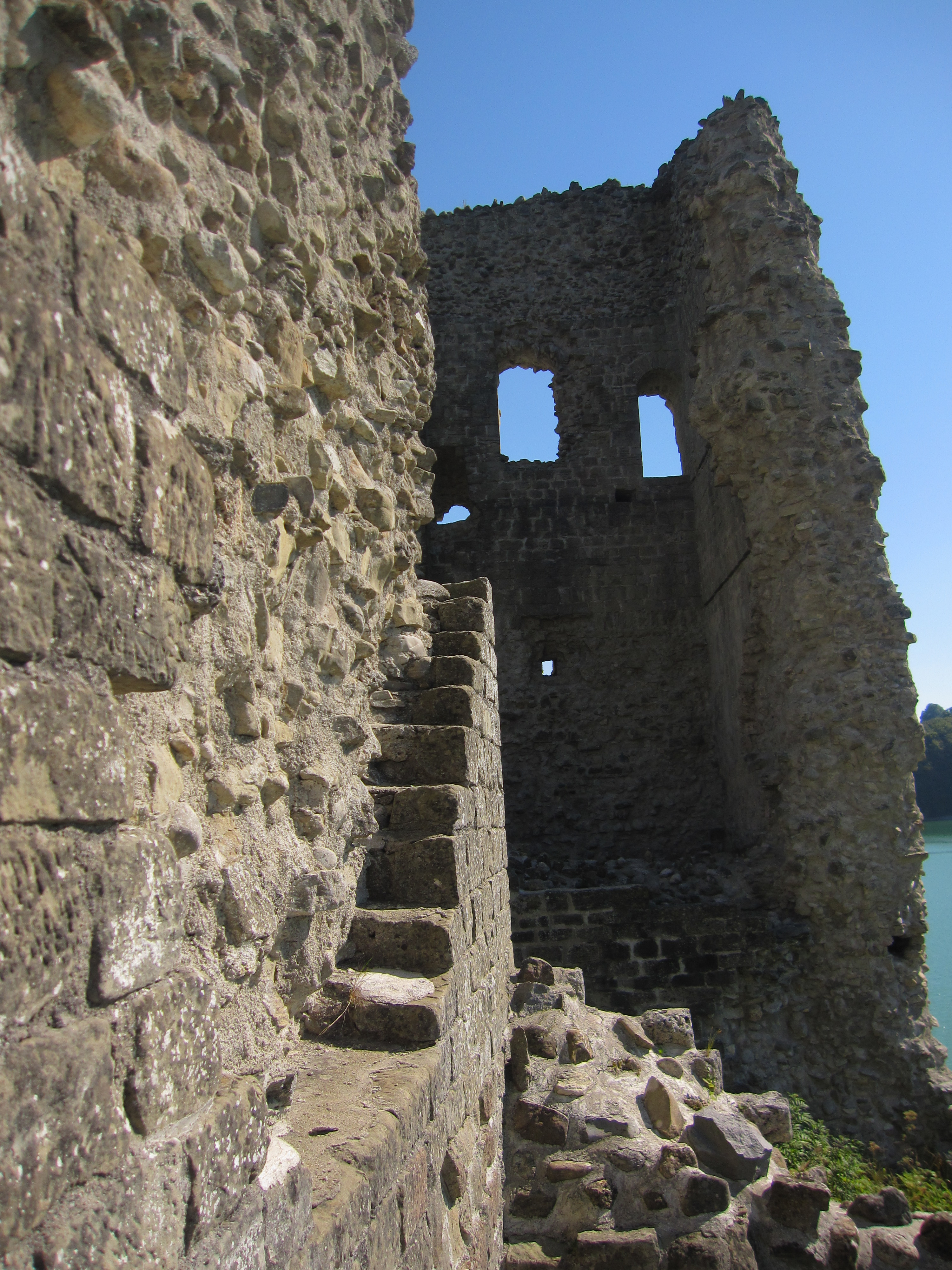
Aufgang
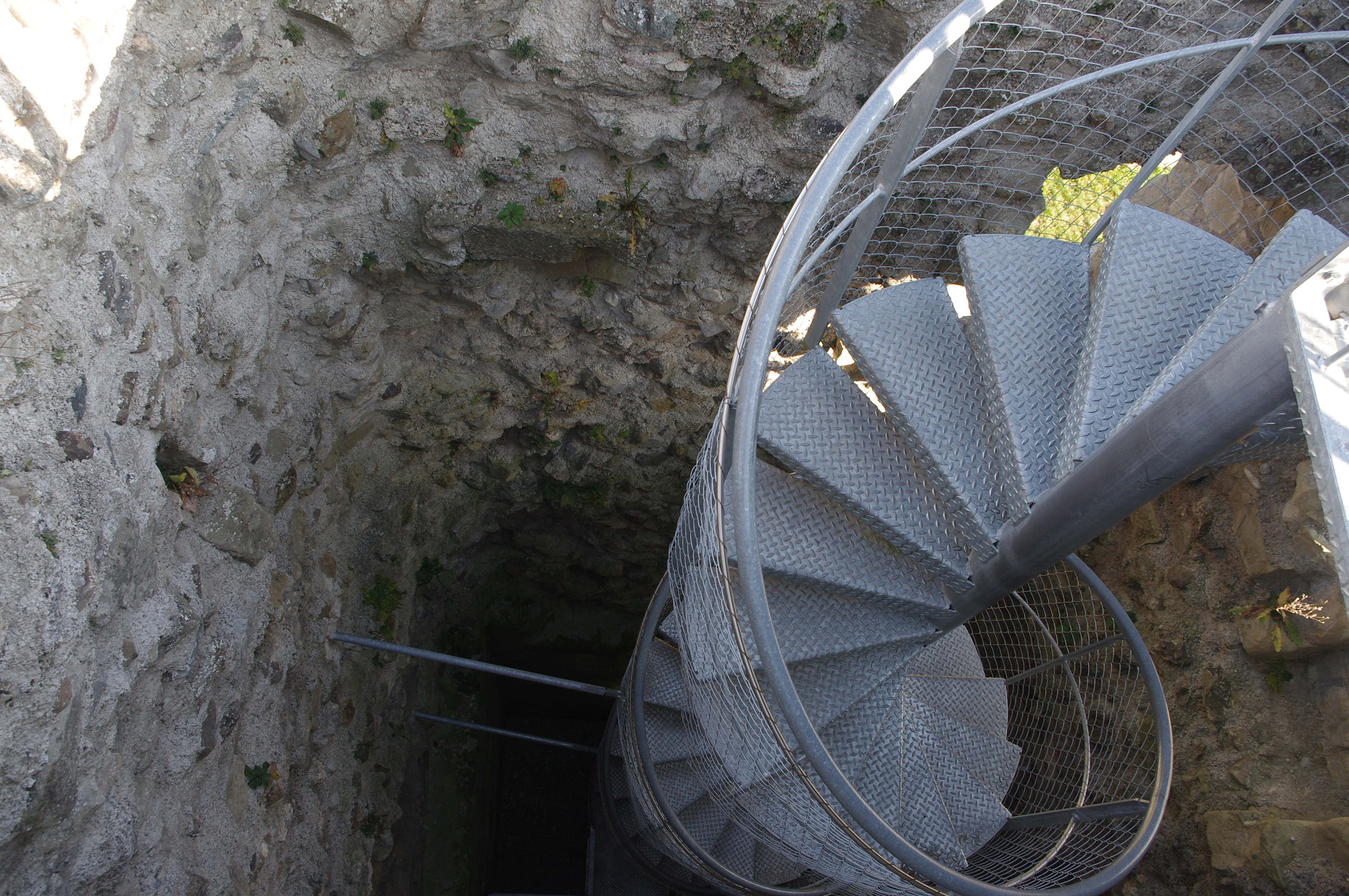
Moderne Wendeltreppe
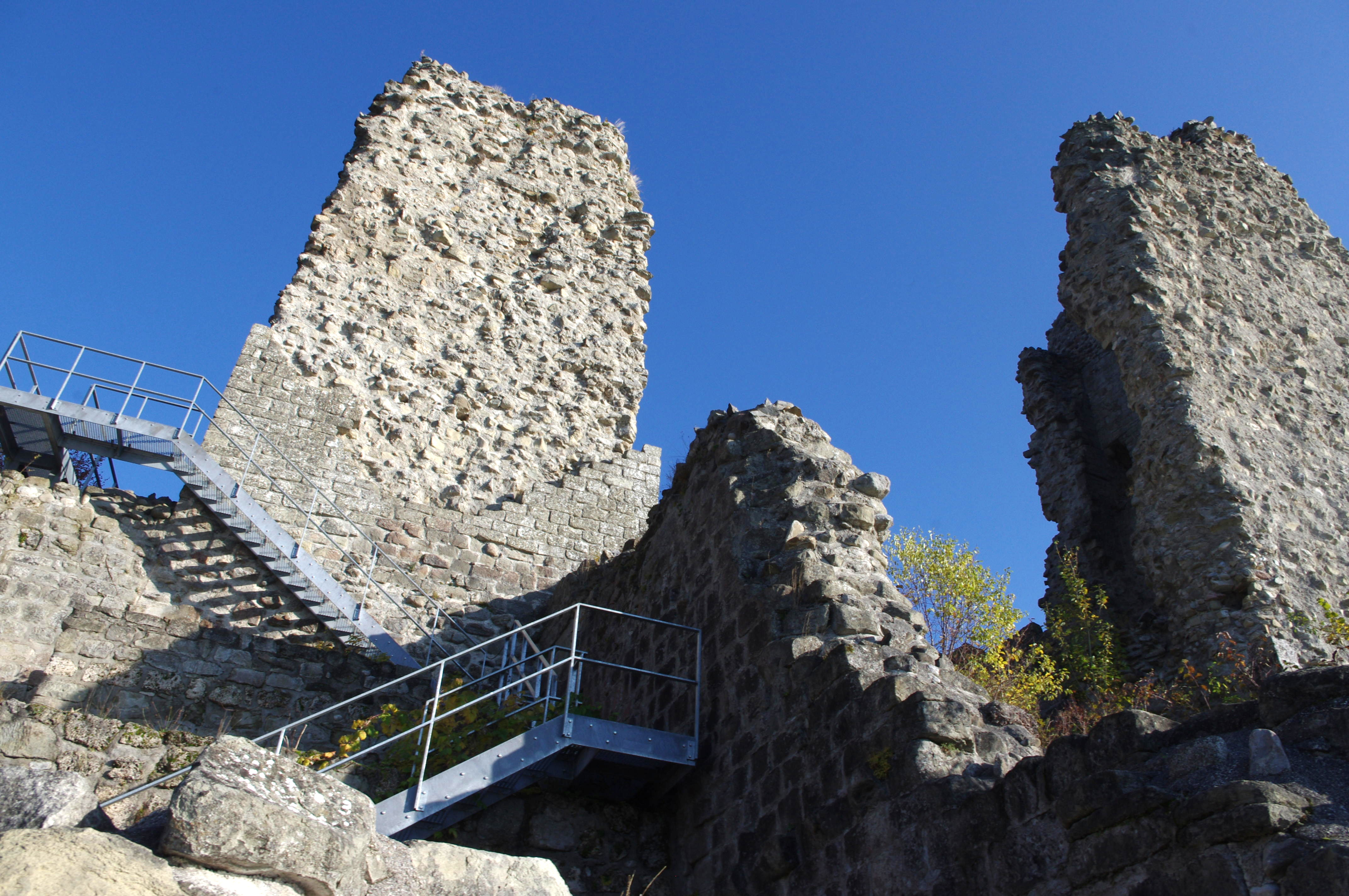
Turmruine
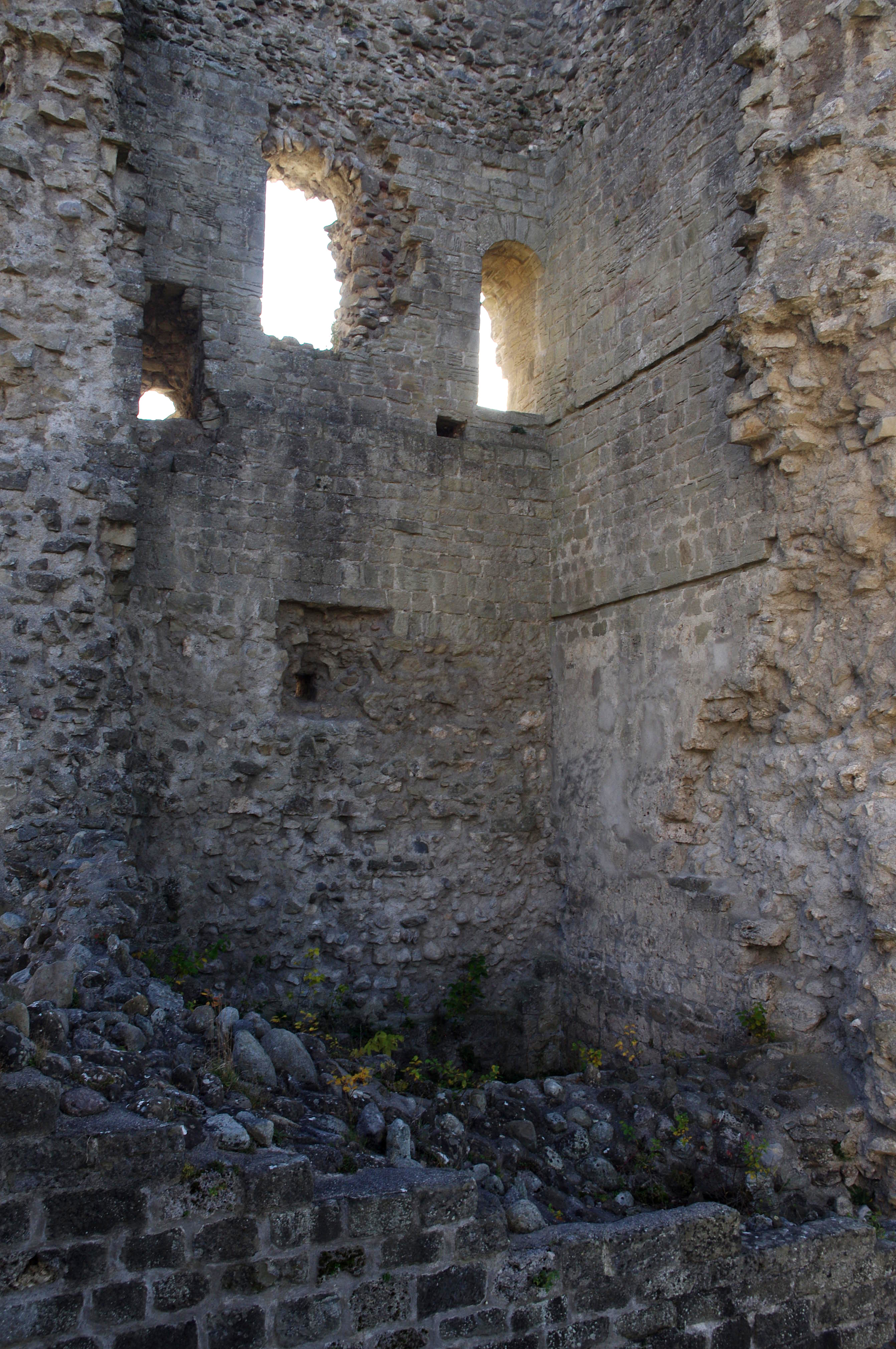
Blick in eine Turmruine
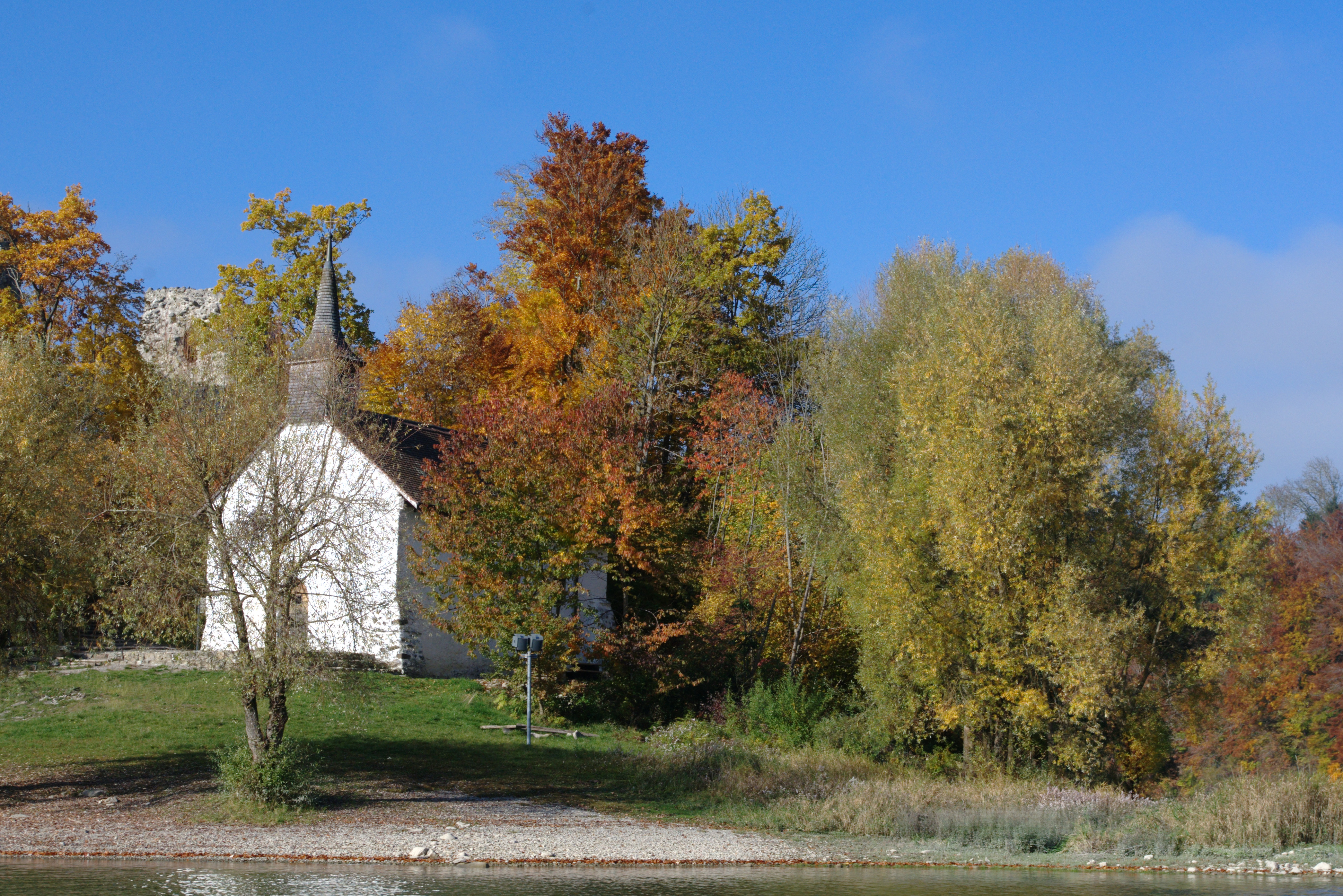
Kapelle mit Turmruine
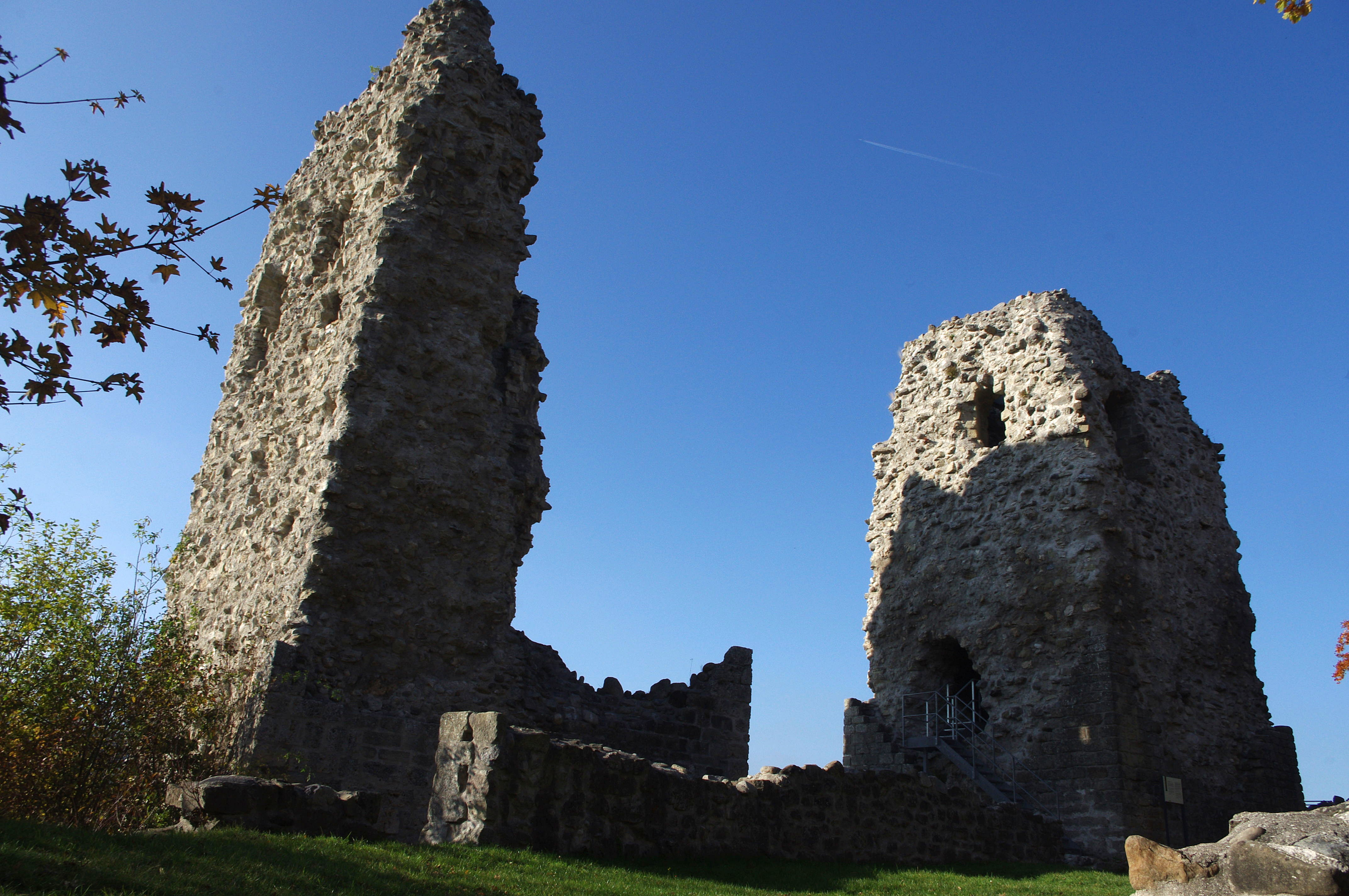
Turmruinen

Das Schweizerische Inventar der Kulturgüter von nationaler und regionaler Bedeutung führt das Schloss auf seiner Liste als A-Objekt mit der Nummer 10475. 1996 wurde zur Erhaltung der Anlagen die „Association de l’Île d’Ogoz“ gegründet.